# 심장 기능상실
심장 기능상실(心臟機能喪失, 영어: heart failure, HF, 심부전(心不全)) 또는 울혈 심장 기능상실(congestive heart failure, CHF, 울혈심부전)은 심장이 정상으로 기능하지 못하는 것을 이른다. 가장 많은 원인은 심장의 비대로 인한 심부전이다. 심부전이 생기면 대개 점차로 악화하면서 5년 이상 생존하기 어렵게 된다. 급성 합병증으로 폐부종이 생기고 혹은 심성 천식이 생길 수도 있다. 심부전을 치료하기 위해서 강심제인 디기탈리스를 쓰며, 급성기 폐부종에는 산소를 투여하고 이뇨제를 사용한다.

## 같이 보기
- 맥박압(pulse pressure, 맥압)
- 일회박출량
- 콩팥 기능상실